# موش تپه
موش تپه در همدان، شهرک مدنی واقع شده و این اثر در تاریخ ۱۰ دی ۱۳۸۱ با شمارهٔ ثبت ۷۰۱۲ به‌عنوان یکی از آثار ملی ایران به ثبت رسیده است.